# Zonotrichia atricapilla
A Zonotrichia atricapilla a madarak osztályának verébalakúak (Passeriformes) rendjébe és a verébsármányfélék (Passerellidae) családjába tartozó faj.

## Rendszerezése
A fajt Johann Friedrich Gmelin német botanikus és természettudós írta le 1789-ben, az Emberiza nembe Emberiza atricapilla néven.

## Előfordulása
Észak-Amerika nyugati részén, Kanada, az Amerikai Egyesült Államok, Mexikó területén honos. Kóborlásai során eljut Oroszországba és Japánba is. 
Természetes élőhelyei a mérsékelt övi erdők, északi és mérsékelt övi cserjések, lápok, mocsarak, folyók és patakok környékén. Vonuló faj.

## Megjelenése
Testhossza 18 centiméter. Koronaszerű sárga folt van a fején, kétoldalt két fekete csíkkal.

## Szaporodása
Fészekalja  3-5 tojásból áll.

## Természetvédelmi helyzete
Az elterjedési területe rendkívül nagy, egyedszáma nagyon nagy még és ugyan csökken, de még nem éri el a kritikus szintet. A Természetvédelmi Világszövetség Vörös listáján nem fenyegetett fajként szerepel.